# Шанц (дворянский род)

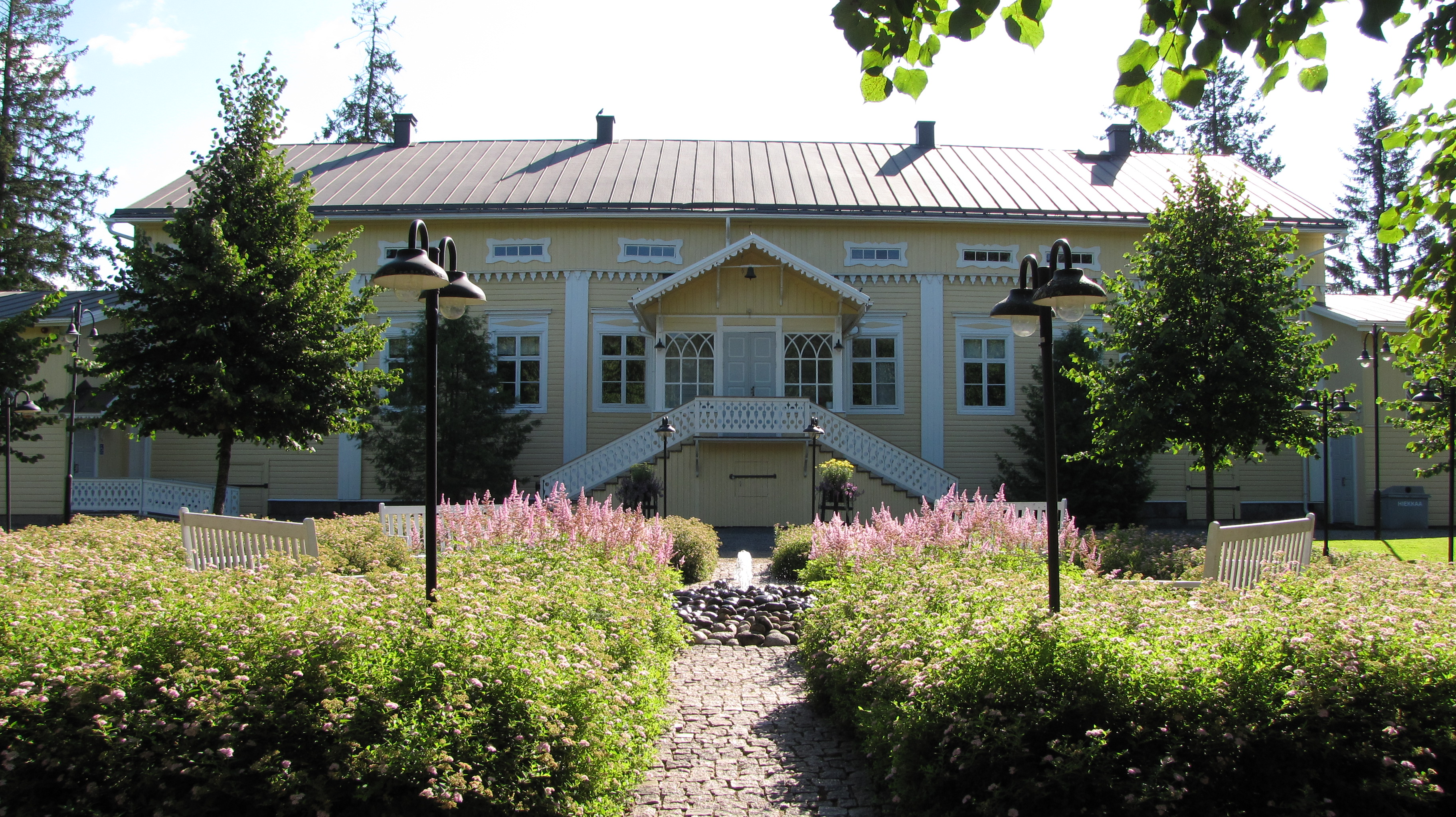
Дом Шанцев в Каухайоки

Шанц (нем. von Schantz) — дворянский род.

## Происхождение и история рода
Потомство Эбергарда фон Шанца, выходца из германской земли Гессен, в XVI веке перешедшего на службу к шведскому королю. Фон Шанцы занимали значительные посты при шведском королевском дворе, но к концу XVIII века род обеднел, и его представители вынуждены были зарабатывать на жизнь, занимаясь более прозаическими делами.
Род внесён матрикул Рыцарского Дома Великого Княжества Финляндского 26.1.1818 под № 95.
- Шанц, Иван Иванович (1802—1879) — мореплаватель, гидрограф, его именем назван атолл Шанца.
- Ева Вильгемина фон Шанц (1810—1895) — супруга К. Г. Маннергейма
- Шанц, Фридрих Севастьянович (1836—1907) — русский военно-морской деятель, генерал морского ведомства.